# 2013년 일본 프로 야구 신인 선수 선택 회의
2013년 일본 프로 야구 신인 선수 선택 회의는 2013년 10월 24일에 그랜드 프린스 호텔 신 다나카와에서 개최된 제49회 프로 야구 드래프트 회의이다. 올해는 다이쇼 제약이 특별 협찬사가 되어 명칭은 회사의 간판 상품인 영양 음료의 제품 이름을 딴 "2013 프로 야구 드래프트 회의 supported by 리포비탄 D"가 되었다.

## 개요
2008년 이후 드래프트 회의에서 고등학생 뿐 아니라 대학생 및 사회인을 동시에 지명하는 시스템을 채용하고 있다. 1순위 지명에서 중복 지명된 선수들은 추첨에 의해 교섭권 획득 구단을 결정하고 2순위는 센트럴 리그와 퍼시픽 리그 양 리그의 2013년 시즌 최하위 구단부터 차례대로 지명, 3순위는 반대로 최고위 구단부터 차례대로 지명하는 순으로 선수를 지명한다.
웨버의 우선권은 올스타전 3경기의 대전 승패에 따라 확정되지만 올해는 올스타전 결과가 1승 1패 1무로 5할에 정렬하며 점수 득실도 차이가 없어 우선 순위를 정하지 못하고 2013년 8월 22일에 양대 리그의 이사장들에 따르면 아미다쿠지(사다리타기) 형식으로 결정되었다. 추첨 결과 퍼시픽 리그 측이 웨버 우선권을 가져가게 되었다.

## 1순위 중복 지명
|              | 선수 이름         | 위치 | 지명 구단                                |
| ------------ | ----------------- | ---- | ---------------------------------------- |
| 중복 첫 번째 | 마쓰이 유키       | 투수 | 닛폰햄, DeNA, 소프트뱅크, 주니치, 라쿠텐 |
| 중복 첫 번째 | 오세라 다이치     | 투수 | 야쿠르트, 히로시마, 한신                 |
| 중복 첫 번째 | 이시카와 아유무   | 투수 | 롯데, 교진                               |
| 중복 두 번째 | 가키타 유타       | 투수 | 닛폰햄, DeNA, 한신                       |
| 중복 두 번째 | 스기우라 도시히로 | 투수 | 소프트뱅크, 야쿠르트                     |
| 중복 세 번째 | 이와사다 유타     | 투수 | 닛폰햄, 한신                             |

- 굵게 표시된 구단은 교섭권 획득 구단. 구단 이름은 제비뽑기 순이었다.

## 지명 목록
육성 선수 입단에 굵게 표시된 선수는 이후 지배 하에 선수 등록이 된 선수.

### 퍼시픽 리그

#### 도호쿠 라쿠텐 골든이글스
| 순위 | 선수 이름         | 위치 | 소속                | 결과 |
| ---- | ----------------- | ---- | ------------------- | ---- |
| 1위  | 마쓰이 유키       | 투수 | 도코가쿠엔 고교     | 입단 |
| 2위  | 우치다 야스히토   | 포수 | 조소가쿠엔 고교     | 입단 |
| 3위  | 하마야 고다이     | 투수 | 혼다 스즈카         | 입단 |
| 4위  | 후루카야 유사토   | 투수 | 아리타 공고         | 입단 |
| 5위  | 니시미야 유스케   | 투수 | 요코하마 상과대학   | 입단 |
| 6위  | 요코야마 다카아키 | 투수 | 와세다 대학         | 입단 |
| 7위  | 아이하라 가즈토모 | 투수 | 칠십칠은행          | 입단 |
| 8위  | 아이자와 스스무   | 투수 | 일본제지 이시노마키 | 입단 |
| 9위  | 곤노 료타         | 투수 | 이와데야마 고교     | 입단 |

#### 사이타마 세이부 라이온스
| 순위 | 선수 이름         | 위치   | 소속              | 결과 |
| ---- | ----------------- | ------ | ----------------- | ---- |
| 1위  | 모리 도모야       | 포수   | 오사카 도인 고교  | 입단 |
| 2위  | 야마카와 호타카   | 내야수 | 후지 대학         | 입단 |
| 3위  | 도요다 다쿠야     | 투수   | TDK               | 입단 |
| 4위  | 가네코 가즈키     | 내야수 | 후지사와 고교     | 입단 |
| 5위  | 야마구치 다카유키 | 투수   | 도요타 동일본     | 입단 |
| 6위  | 오카다 마사토시   | 포수   | 오사카 가스       | 입단 |
| 7위  | 후쿠쿠라 겐타로   | 투수   | 다이치치 공업대학 | 입단 |

#### 지바 롯데 마린스
| 순위              | 선수 이름       | 위치   | 소속              | 결과 |
| ----------------- | --------------- | ------ | ----------------- | ---- |
| 1위               | 이시카와 아유무 | 투수   | 도쿄 가스         | 입단 |
| 2위               | 요시다 유타     | 포수   | 릿쇼 대학         | 입단 |
| 3위               | 미키 료         | 내야수 | 조부 대학         | 입단 |
| 4위               | 요시하라 쇼헤이 | 투수   | 니혼 생명         | 입단 |
| 5위               | 이노우에 세이야 | 내야수 | 니혼 생명         | 입단 |
| 6위               | 후타키 고타     | 내야수 | 가고시마 정보고교 | 입단 |
| 육성선수 드래프트 |                 |        |                   |      |
| 순위              | 선수 이름       | 위치   | 소속              | 결과 |
| 1위               | 히지이 류조     | 투수   | 호조 고교         | 입단 |

#### 후쿠오카 소프트뱅크 호크스
| 순위              | 선수 이름         | 위치   | 소속                     | 결과 |
| ----------------- | ----------------- | ------ | ------------------------ | ---- |
| 1위               | 가지메 렌         | 투수   | JR 규슈                  | 입단 |
| 2위               | 모리 유이토       | 투수   | 미쓰비시 구라시키 오션스 | 입단 |
| 3위               | 오카모토 겐       | 투수   | 가즈사 매직              | 입단 |
| 4위               | 우에바야시 세이지 | 외야수 | 센다이 육영 고교         | 입단 |
| 육성선수 드래프트 |                   |        |                          |      |
| 순위              | 선수 이름         | 위치   | 소속                     | 결과 |
| 1위               | 이시카와 쇼타     | 투수   | 소카 대학                | 입단 |
| 2위               | 도보 신스케       | 투수   | 하마다 상고              | 입단 |
| 3위               | 소네 가이세이     | 포수   | 교토 국제고교            | 입단 |
| 4위               | 하리모토 마사히로 | 투수   | 불교 대학                | 입단 |

#### 오릭스 버펄로스
| 순위              | 선수 이름       | 위치   | 소속                   | 결과 |
| ----------------- | --------------- | ------ | ---------------------- | ---- |
| 1위               | 요시다 가즈마사 | 투수   | JR 동일본              | 입단 |
| 2위               | 도메이 다이키   | 투수   | 후지 중공업            | 입단 |
| 3위               | 와카츠키 겐야   | 포수   | 하나사키 도쿠하루 고교 | 입단 |
| 4위               | 소노베 사토시   | 내야수 | 세이코가쿠인 고교      | 입단 |
| 5위               | 요시다 유토     | 외야수 | 호쿠쇼 고교            | 입단 |
| 6위               | 오쿠나미 교     | 내야수 | 소시가쿠엔 고교        | 입단 |
| 7위               | 시바타 겐토     | 투수   | 시나노 그랜드세로즈    | 입단 |
| 8위               | 오야마 사토시   | 투수   | 세가사미               | 입단 |
| 육성선수 드래프트 |                 |        |                        |      |
| 순위              | 선수 이름       | 위치   | 소속                   | 결과 |
| 1위               | 아즈마 히로아키 | 내야수 | 도쿠시마 인디고삭스    | 입단 |

#### 홋카이도 닛폰햄 파이터스
| 순위 | 선수 이름         | 위치   | 소속                  | 결과 |
| ---- | ----------------- | ------ | --------------------- | ---- |
| 1위  | 와타나베 료       | 투수   | 도카이 대학 고후 고교 | 입단 |
| 2위  | 우라노 히로시     | 투수   | 세가사미              | 입단 |
| 3위  | 오카 히로미       | 내야수 | 메이지 대학           | 입단 |
| 4위  | 다카나시 히로토시 | 투수   | 야마나시 가쿠인 대학  | 입단 |
| 5위  | 가네히라 마사시   | 투수   | 도카이 이화           | 입단 |
| 6위  | 하쿠무라 아키히로 | 투수   | 게이오 대학           | 입단 |
| 7위  | 기시사토 료스케   | 외야수 | 하나마키히가시 고교   | 입단 |
| 8위  | 이시카와 료       | 포수   | 데이쿄 고교           | 입단 |

### 센트럴 리그

#### 요미우리 자이언츠
| 순위              | 선수 이름         | 위치   | 소속                    | 결과 |
| ----------------- | ----------------- | ------ | ----------------------- | ---- |
| 1위               | 고바야시 세이지   | 포수   | 니혼 생명               | 입단 |
| 2위               | 와다 렌           | 내야수 | 고치 고교               | 입단 |
| 3위               | 다구치 가즈토     | 투수   | 히로시마 신조 고교      | 입단 |
| 4위               | 오쿠무라 노부유키 | 내야수 | 니혼 대학 야마가타 고교 | 입단 |
| 5위               | 다이라 겐타로     | 투수   | 기타야마 고교           | 입단 |
| 육성선수 드래프트 |                   |        |                         |      |
| 순위              | 선수 이름         | 위치   | 소속                    | 결과 |
| 1위               | 아오야마 마코토   | 외야수 | 니혼 대학               | 입단 |
| 2위               | 나가에 쇼타       | 투수   | 오사카 경제 대학        | 입단 |
| 3위               | 기타노조노 료세이 | 투수   | 쇼가쿠칸 고교           | 입단 |

육성 2위인 나가에 쇼타는 사전에 프로 지망 신고를 하지 않아 드래프트 회의 이후 NPB에서는 지명은 인정하나 교섭권은 보류한다고 발표했다. 나가에가 퇴부 신고를 하고 요미우리의 입단 테스트를 받고 있었기 때문으로 다음날 NPB에서는 일본 학생 야구 협회가 퇴부 신고를 접수한 사실을 확인하여 교섭권을 확정했다고 발표했다.

#### 한신 타이거스
| 순위 | 선수 이름       | 위치   | 소속              | 결과 |
| ---- | --------------- | ------ | ----------------- | ---- |
| 1위  | 이와사다 유타   | 투수   | 요코하마 상과대학 | 입단 |
| 2위  | 요코타 신타로   | 외야수 | 가고시마 실업고교 | 입단 |
| 3위  | 요카와 나오마사 | 내야수 | 도쿄 농업대학     | 입단 |
| 4위  | 우메노 류타로   | 포수   | 후쿠오카 대학     | 입단 |
| 5위  | 야마모토 쇼야   | 투수   | 오지 경식 야구부  | 입단 |
| 6위  | 이와자키 스구루 | 투수   | 고쿠시칸 대학     | 입단 |

#### 히로시마 도요 카프
| 순위 | 선수 이름       | 위치   | 소속          | 결과 |
| ---- | --------------- | ------ | ------------- | ---- |
| 1위  | 오세라 다이치   | 투수   | 규슈 공립대학 | 입단 |
| 2위  | 구리 아렌       | 투수   | 아시아 대학   | 입단 |
| 3위  | 다나카 고스케   | 내야수 | JR 동일본     | 입단 |
| 4위  | 니시하라 게이타 | 투수   | 니치다이      | 입단 |
| 5위  | 나카무라 유타   | 투수   | 간토 제1고교  | 입단 |

#### 주니치 드래곤스
| 순위              | 선수 이름         | 위치   | 소속                   | 결과 |
| ----------------- | ----------------- | ------ | ---------------------- | ---- |
| 1위               | 스즈키 쇼타       | 투수   | 성령 크리스토퍼 고교   | 입단 |
| 2위               | 마타요시 가즈키   | 투수   | 가가와 올리브 가이너스 | 입단 |
| 3위               | 가쓰라 이오리     | 투수   | 오사카 상업대학        | 입단 |
| 4위               | 아치라 다쿠마     | 투수   | JR 동일본              | 입단 |
| 5위               | 소부에 다이스케   | 투수   | 도요타 자동차          | 입단 |
| 6위               | 후지사와 다쿠토   | 내야수 | 세이노 운수            | 입단 |
| 육성선수 드래프트 |                   |        |                        |      |
| 순위              | 선수 이름         | 위치   | 소속                   | 결과 |
| 1위               | 기시모토 준키     | 투수   | 쓰루가 게히 고교       | 입단 |
| 2위               | 하시쓰메 다이스케 | 내야수 | 오사카 상업대학        | 입단 |

#### 요코하마 DeNA 베이스타스
| 순위              | 선수 이름     | 위치   | 소속             | 결과 |
| ----------------- | ------------- | ------ | ---------------- | ---- |
| 1위               | 가키타 유타   | 투수   | 니혼 생명        | 입단 |
| 2위               | 히라타 신고   | 투수   | 혼다 구마모토    | 입단 |
| 3위               | 미네이 히로키 | 포수   | 아시아 대학      | 입단 |
| 4위               | 미카미 도모야 | 투수   | JX-ENEOS         | 입단 |
| 5위               | 세키네 다이키 | 외야수 | 도호 고교        | 입단 |
| 6위               | 야마시타 슌   | 투수   | 마쓰모토 대학    | 입단 |
| 육성선수 드래프트 |               |        |                  |      |
| 순위              | 선수 이름     | 위치   | 소속             | 결과 |
| 1위               | 스나다 요시키 | 투수   | 메이오 고교      | 입단 |
| 2위               | 만타니 고헤이 | 투수   | 미키 하우스 REDS | 입단 |

#### 도쿄 야쿠르트 스왈로스
| 순위 | 선수 이름         | 위치   | 소속                | 결과 |
| ---- | ----------------- | ------ | ------------------- | ---- |
| 1위  | 스기우라 도시히로 | 투수   | 고쿠가쿠인 대학     | 입단 |
| 2위  | 니시우라 나오미치 | 내야수 | 호세이 대학         | 입단 |
| 3위  | 아키요시 료       | 투수   | 파나소닉            | 입단 |
| 4위  | 이와하시 게이지   | 투수   | 교토 산업대학       | 입단 |
| 5위  | 고야마 유토       | 투수   | 간사이 고교         | 입단 |
| 6위  | 후지이 료타       | 포수   | 시티라이트 오카야마 | 입단 |

## 텔레비전·라디오 중계

### 텔레비전

#### 지상파
- TBS 계열 《프로야구 드래프트 회의 2013》
  - 16:53 ~ 17:50

#### CS
- 스카이 A sports+
  - 16:30 ~ 최종 낙점까지

### 라디오
- 닛폰 방송 《쇼 업 프로 야구 드래프트 회의》
  - 17:09 ~ 18:00